# Meet Me Halfway
„Meet Me Halfway” treći je singl s petog studijskog albuma sastava Black Eyed Peas, The E.N.D. (2009.). Riječ je o dance-pop pjesmi koja spaja futurističke electro hop ritmove s prepoznatljivim pop zvukom 1980-ih. Objavljena u rujnu 2009., pjesma je dosegla sedmo mjesto na američkoj ljestvici Billboard Hot 100 i bila je na vrhu ljestvica u Australiji, Njemačkoj, Rumunjskoj, Meksiku i Ujedinjenom Kraljevstvu, gdje je „Meet Me Halfway” postao deseti najprodavaniji singl 2009. godine. 

## O pjesmi
Pjesma je originalno objavljena kao promotivni singl i dio "Countdown to The E.N.D." gdje su tri pjesme objavljene, jedna svakih tjedan dana do izlaska albuma. Druge dvije pjesme su "Imma Be" i "Alive". Fergie je za Daily Mail izjavila da ju pjesma vraća u 1985. godinu kada je imala samo 10 godina i kada je bila na Madonninom koncertu u sklopu Virgin Toura.

## Videospot
will.i.am je potvrdio da će video biti snimljen pod redateljskom palicom Mathewa Cullena i Marka Kudsia (redatelja spota za "Boom Boom Pow"). "Ovo je veoma drugačiji video od prethodnih, "Boom Boom Pow" je bio futuristički video, dok je "I Gotta Feeling" bio o zabavi. Ovo će biti više umjetnički video." Premijera videa bila je 13. listopada 2009. godine na iTunesu

## Top ljestvice
| Ljestvice (2009.)            | Pozicija |
| ---------------------------- | -------- |
| Australija                   | 1        |
| Belgija (Valonija)           | 36       |
| Kanada                       | 6        |
| Hrvatska                     | 12       |
| Francuska (download singles) | 5        |
| Irska                        | 6        |
| Novi Zeland                  | 5        |
| SAD (Digital Songs)          | 3        |
| SAD (Billboard Hot 100)      | 7        |
| SAD (Pop Songs)              | 12       |
| SAD (Radio Songs)            | 13       |
| Švicarska                    | 25       |
| Ujedinjeno Kraljevstvo       | 1        |
| UK (R&B Singles)             | 1        |

## Singl u Hrvatskoj
| Tjedan   | 40 | 41 | 42 | 43 | 44 |
| -------- | -- | -- | -- | -- | -- |
| Pozicija | 37 | 32 | 21 | 12 | 18 |